# Lista de parlamentares da Paraíba
Relacionamos a seguir a composição da bancada da Paraíba no Congresso Nacional após o fim do Estado Novo em 1945 conforme ditam os acervos do Senado Federal, Câmara dos Deputados e Tribunal Superior Eleitoral, ressalvando que mandatos exercidos via suplência serão citados apenas mediante morte, impedimento ou renúncia dos titulares ou nas hipóteses previstas no Art. 56 – I da Constituição.

## Organização das listas
Na confecção das tabelas a seguir foi observada a grafia do nome parlamentar adotado por cada um dos representantes do estado no Congresso Nacional, e quanto à ordem dos parlamentares foi observado o critério do número de mandatos e caso estes coincidam será observado o primeiro ano em que cada parlamentar foi eleito e, havendo nova coincidência, usa-se a ordem alfabética.

## Relação dos senadores eleitos
| Senadores eleitos       | Naturalidade             | Mandatos | Ano da eleição         | Notas                 | Referências |
| ----------------------- | ------------------------ | -------- | ---------------------- | --------------------- | ----------- |
| Rui Carneiro            | Pombal, PB               | 04       | 1950, 1958, 1966, 1974 | [ nota 2 ]            |             |
| Humberto Lucena         | João Pessoa, PB          | 03       | 1978, 1986, 1994       | [ nota 3 ]            | [ 5 ]       |
| Argemiro Figueiredo     | Campina Grande, PB       | 02       | 1954, 1962             |                       |             |
| Milton Cabral           | Umbuzeiro, PB            | 02       | 1970, 1978             | [ nota 4 ]            | [ 6 ]       |
| José Maranhão           | Araruna, PB              | 02       | 2002, 2014             | [ nota 5 ] [ nota 6 ] | [ 7 ]       |
| Adalberto Ribeiro       | Recife, PE               | 01       | 1945                   | [ nota 7 ]            |             |
| Vergniaud Wanderley     | Campina Grande, PB       | 01       | 1945                   | [ nota 8 ]            |             |
| José Américo de Almeida | Areia, PB                | 01       | 1947                   |                       |             |
| Veloso Borges           | Pilar, PB                | 01       | 1951                   | [ nota 9 ]            |             |
| Assis Chateaubriand     | Umbuzeiro, PB            | 01       | 1952                   | [ nota 8 ]            |             |
| João Arruda             | Bonito de Santa Fé, PB   | 01       | 1954                   |                       |             |
| João Agripino           | Brejo do Cruz, PB        | 01       | 1962                   | [ nota 10 ]           |             |
| Domício Gondim          | Areia, PB                | 01       | 1970                   | [ nota 11 ]           |             |
| Marcondes Gadelha       | Sousa, PB                | 01       | 1982                   |                       |             |
| Raimundo Lira           | Cajazeiras, PB           | 01       | 1986                   |                       |             |
| Antônio Mariz           | João Pessoa, PB          | 01       | 1990                   | [ nota 12 ]           |             |
| Ronaldo Cunha Lima      | Guarabira, PB            | 01       | 1994                   |                       | [ 8 ]       |
| Ney Suassuna            | Campina Grande, PB       | 01       | 1998                   |                       |             |
| Efraim Morais           | Santa Luzia, PB          | 01       | 2002                   |                       |             |
| Cícero Lucena           | São José de Piranhas, PB | 01       | 2006                   |                       |             |
| Cássio Cunha Lima       | Campina Grande, PB       | 01       | 2010                   | [ nota 13 ]           |             |
| Vital do Rêgo Filho     | Campina Grande, PB       | 01       | 2010                   | [ nota 14 ]           |             |
| Daniela Ribeiro         | Campina Grande, PB       | 01       | 2018                   |                       |             |
| Veneziano Neto          | Campina Grande, PB       | 01       | 2018                   |                       |             |
| Efraim Morais Filho     | João Pessoa, PB          | 01       | 2022                   |                       |             |
| Fontes:                 |                          |          |                        |                       |             |

## Relação dos deputados federais eleitos
| Deputados federais eleitos | Naturalidade               | Mandatos | Ano da eleição                                 | Notas                   | Referências          |
| -------------------------- | -------------------------- | -------- | ---------------------------------------------- | ----------------------- | -------------------- |
| Ernani Sátiro              | Patos, PB                  | 08       | 1945, 1950, 1954, 1958, 1962, 1966, 1978, 1982 | [ nota 15 ] [ nota 16 ] |                      |
| Janduhy Carneiro           | Pombal, PB                 | 08       | 1945, 1950, 1954, 1958, 1962, 1966, 1970, 1974 | [ nota 17 ]             |                      |
| Wilson Braga               | Conceição, PB              | 07       | 1966, 1970, 1974, 1978, 1994, 1998, 2006       |                         | [ 9 ]                |
| Adauto Pereira             | Pombal, PB                 | 06       | 1982, 1986, 1990, 1994, 1998, 2002             |                         |                      |
| Damião Feliciano           | Campina Grande, PB         | 06       | 1998, 2006, 2010, 2014, 2018, 2022             |                         |                      |
| Wellington Roberto         | São José de Piranhas, PB   | 06       | 2002, 2006, 2010, 2014, 2018, 2022             |                         |                      |
| João Agripino              | Brejo do Cruz, PB          | 05       | 1945, 1950, 1954, 1958, 1982                   |                         |                      |
| Marcondes Gadelha          | Sousa, PB                  | 05       | 1970, 1974, 1978, 1998, 2006                   |                         |                      |
| Luiz Couto                 | Soledade, PB               | 05       | 2002, 2006, 2010, 2014, 2022                   |                         |                      |
| José Joffily               | Campina Grande, PB         | 04       | 1945, 1950, 1954, 1958                         |                         |                      |
| Humberto Lucena            | João Pessoa, PB            | 04       | 1958, 1962, 1966, 1974                         |                         | [ 5 ]                |
| Teotônio Neto              | Santana dos Garrotes, PB   | 04       | 1962, 1966, 1970, 1974                         |                         |                      |
| Álvaro Gaudêncio           | São João do Cariri, PB     | 04       | 1970, 1974, 1978, 1982                         |                         |                      |
| Antônio Mariz              | João Pessoa, PB            | 04       | 1970, 1974, 1978, 1986                         |                         |                      |
| Armando Abílio             | Itaporanga, PB             | 04       | 1994, 1998, 2002, 2006                         |                         | [ 10 ]               |
| Wilson Santiago            | Uiraúna, PB                | 04       | 2002, 2006, 2018, 2022                         |                         |                      |
| Efraim Morais Filho        | João Pessoa, PB            | 04       | 2006, 2010, 2014, 2018                         |                         |                      |
| Aguinaldo Ribeiro          | Campina Grande, PB         | 04       | 2010, 2014, 2018, 2022                         |                         |                      |
| Hugo Motta                 | João Pessoa, PB            | 04       | 2010, 2014, 2018, 2022                         |                         |                      |
| João Úrsulo                | Santa Rita, PB             | 03       | 1945, 1954, 1958                               |                         |                      |
| Plínio Lemos               | Areia, PB                  | 03       | 1945, 1954, 1962                               |                         |                      |
| Petrônio Figueiredo        | Campina Grande, PB         | 03       | 1966, 1970, 1974                               | [ nota 18 ]             |                      |
| Vital do Rêgo              | Campina Grande, PB         | 03       | 1962, 1966, 1990                               | [ nota 19 ]             | [ 11 ]               |
| Antônio Gomes              | Umbuzeiro, PB              | 03       | 1974, 1978, 1982                               | [ nota 20 ]             |                      |
| José Maranhão              | Araruna, PB                | 03       | 1982, 1986, 1990                               |                         | [ 7 ]                |
| Lúcia Braga                | João Pessoa, PB            | 03       | 1986, 1990, 2002                               |                         | [ 12 ]               |
| Efraim Morais              | Santa Luzia, PB            | 03       | 1990, 1994, 1998                               |                         |                      |
| Enivaldo Ribeiro           | Campina Grande, PB         | 03       | 1994, 1998, 2002                               |                         |                      |
| Benjamin Maranhão          | João Pessoa, PB            | 03       | 2002, 2010, 2014                               |                         |                      |
| Manoel Junior              | Pedras de Fogo, PB         | 03       | 2006, 2010, 2014                               | [ nota 21 ]             | [ 13 ]               |
| Ruy Carneiro               | Rio de Janeiro, RJ         | 03       | 2010, 2018, 2022                               |                         |                      |
| Samuel Duarte              | Alagoa Nova, PB            | 02       | 1945, 1950                                     |                         |                      |
| Antônio Pereira Diniz      | Alagoa Nova, PB            | 02       | 1950, 1954                                     |                         |                      |
| Drault Ernani              | São José dos Cordeiros, PB | 02       | 1954, 1958                                     |                         |                      |
| Abelardo Jurema            | Itabaiana, PB              | 02       | 1958, 1962                                     | [ nota 22 ]             | [ 14 ]               |
| Luís Bronzeado             | Remígio, PB                | 02       | 1958, 1962                                     | [ nota 23 ]             |                      |
| Raul de Góes               | Natal, RN                  | 02       | 1958, 1962                                     |                         |                      |
| Arnaldo Lafayette          | Monteiro, PB               | 02       | 1962, 1978                                     |                         |                      |
| Bivar Olyntho              | Serra Negra do Norte, RN   | 02       | 1962, 1966                                     |                         |                      |
| Flaviano Coutinho          | João Pessoa, PB            | 02       | 1962, 1966                                     |                         |                      |
| Ademar Pereira             | Pombal, PB                 | 02       | 1974, 1978                                     |                         |                      |
| Carneiro Arnaud            | Pombal, PB                 | 02       | 1978, 1982                                     | [ nota 24 ]             |                      |
| Joacil Pereira             | Caicó, RN                  | 02       | 1978, 1982                                     |                         |                      |
| Aluizio Campos             | Campina Grande, PB         | 02       | 1982, 1986                                     |                         |                      |
| Edme Tavares               | Cajazeiras, PB             | 02       | 1982, 1986                                     |                         |                      |
| Cássio Cunha Lima          | Campina Grande, PB         | 02       | 1986, 1994                                     | [ nota 25 ]             |                      |
| Evaldo Gonçalves           | São João do Cariri, PB     | 02       | 1986, 1990                                     |                         | [ 15 ]               |
| Ivandro Cunha Lima         | Guarabira, PB              | 02       | 1990, 1994                                     |                         | [ 16 ]               |
| José Luiz Clerot           | Mamanguape, PB             | 02       | 1990, 1994                                     |                         | [ 17 ]               |
| Carlos Dunga               | Pombal, PB                 | 02       | 1998, 2002                                     |                         |                      |
| Domiciano Cabral           | João Pessoa, PB            | 02       | 1998, 2002                                     |                         |                      |
| Ronaldo Cunha Lima         | Guarabira, PB              | 02       | 2002, 2006                                     | [ nota 26 ]             | [ 18 ] [ 8 ]         |
| Rômulo Gouveia             | Campina Grande, PB         | 02       | 2006, 2014                                     | [ nota 27 ]             | [ 19 ]               |
| Romero Rodrigues           | Campina Grande, PB         | 02       | 2010, 2022                                     | [ nota 28 ]             | [ 20 ] [ 21 ] [ 22 ] |
| Wilson Santiago Filho      | João Pessoa, PB            | 02       | 2010, 2014                                     |                         |                      |
| Pedro Cunha Lima           | Campina Grande, PB         | 02       | 2014, 2018                                     |                         |                      |
| Gervásio Maia              | São Paulo, SP              | 02       | 2018, 2022                                     |                         |                      |
| Argemiro Figueiredo        | Campina Grande, PB         | 01       | 1945                                           |                         |                      |
| Fernando Nóbrega           | João Pessoa, PB            | 01       | 1945                                           |                         |                      |
| Osmar de Aquino            | Guarabira, PB              | 01       | 1945                                           |                         |                      |
| Alcides Carneiro           | Princesa Isabel, PB        | 01       | 1950                                           |                         |                      |
| Elpídio de Almeida         | Areia, PB                  | 01       | 1950                                           |                         |                      |
| José Gaudêncio             | São João do Cariri, PB     | 01       | 1950                                           | [ nota 29 ]             |                      |
| Osvaldo Trigueiro          | Alagoa Grande, PB          | 01       | 1950                                           |                         |                      |
| Ivan Bichara               | Cajazeiras, PB             | 01       | 1954                                           |                         |                      |
| Praxedes Pitanga           | Itaporanga, PB             | 01       | 1954                                           | [ nota 30 ]             |                      |
| Rafael Corrêa              | Goiana, PE                 | 01       | 1954                                           |                         |                      |
| Jacob Frantz               | Rio Pardo, RS              | 01       | 1958                                           |                         |                      |
| Milton Cabral              | Umbuzeiro, PB              | 01       | 1962                                           |                         | [ 6 ]                |
| José Gadelha               | Sousa, PB                  | 01       | 1966                                           |                         |                      |
| Manuel Vieira              | Uiraúna, PB                | 01       | 1966                                           | [ nota 31 ]             |                      |
| Pedro Gondim               | Alagoa Nova, PB            | 01       | 1966                                           | [ nota 32 ]             | [ 23 ]               |
| Renato Coutinho            | Sapé, PB                   | 01       | 1966                                           |                         |                      |
| Cláudio Leite              | João Pessoa, PB            | 01       | 1970                                           |                         |                      |
| Maurício Leite             | Patos, PB                  | 01       | 1974                                           |                         |                      |
| Otacílio Queiroz           | Patos, PB                  | 01       | 1978                                           |                         |                      |
| Raimundo Asfora            | Fortaleza, CE              | 01       | 1982                                           |                         |                      |
| Tarcísio Burity            | João Pessoa, PB            | 01       | 1982                                           |                         |                      |
| Agassiz Almeida            | Campina Grande, PB         | 01       | 1986                                           |                         | [ 24 ] [ 25 ]        |
| Edivaldo Motta             | Patos, PB                  | 01       | 1986                                           |                         |                      |
| João Agripino Maia         | João Pessoa, PB            | 01       | 1986                                           |                         |                      |
| João da Mata               | Pombal, PB                 | 01       | 1986                                           |                         |                      |
| Francisco Evangelista      | Alexandria, RN             | 01       | 1990                                           |                         |                      |
| Ivan Burity                | João Pessoa, PB            | 01       | 1990                                           |                         |                      |
| Rivaldo Medeiros           | Patos, PB                  | 01       | 1990                                           |                         |                      |
| Zuca Moreira               | Cajazeiras, PB             | 01       | 1990                                           |                         |                      |
| Álvaro Gaudêncio Neto      | Campina Grande, PB         | 01       | 1994                                           |                         |                      |
| Gilvan Freire              | São Mamede, PB             | 01       | 1994                                           |                         |                      |
| José Aldemir               | Cajazeiras, PB             | 01       | 1994                                           |                         |                      |
| Roberto Paulino            | Guarabira, PB              | 01       | 1994                                           |                         |                      |
| Avenzoar Arruda            | Bonito de Santa Fé, PB     | 01       | 1998                                           |                         |                      |
| Inaldo Leitão              | Sousa, PB                  | 01       | 1998                                           |                         |                      |
| Ricardo Rique              | Campina Grande, PB         | 01       | 1998                                           |                         |                      |
| Filemon Rodrigues          | Mamanguape, PB             | 01       | 2002                                           | [ nota 33 ]             |                      |
| Vital do Rêgo Filho        | Campina Grande, PB         | 01       | 2006                                           |                         |                      |
| Nilda Gondim               | João Pessoa, PB            | 01       | 2010                                           |                         |                      |
| Veneziano Neto             | Campina Grande, PB         | 01       | 2014                                           |                         |                      |
| Edna Henrique              | Xique-Xique, BA            | 01       | 2018                                           |                         |                      |
| Frei Anastácio             | Esperança, PB              | 01       | 2018                                           |                         |                      |
| Julian Lemos               | Campina Grande, PB         | 01       | 2018                                           |                         |                      |
| Gilberto Silva             | Santa Rita, PB             | 01       | 2022                                           |                         |                      |
| Mersinho Lucena            | João Pessoa, PB            | 01       | 2022                                           |                         |                      |
| Murilo Galdino             | Pocinhos, PB               | 01       | 2022                                           |                         |                      |
| Fontes:                    |                            |          |                                                |                         |                      |

## Mandatos nas duas casas
Foram eleitos alternadamente para senador e deputado federal pela Paraíba os seguintes políticos: Argemiro de Figueiredo, Antônio Mariz, Cássio Cunha Lima, Efraim Morais, Humberto Lucena, João Agripino, José Maranhão, Marcondes Gadelha, Milton Cabral, Ronaldo Cunha Lima, Veneziano Neto, Vital do Rêgo Filho, Wilson Santiago.

## Origem dos parlamentares do estado
| Origem  | Senadores | Percentual |
| ------- | --------- | ---------- |
| PB      | 24        | 96%        |
| PE      | 01        | 4%         |
| Total   | 25        | 100%       |
| Fontes: |           |            |

| Origem  | Deputados | Percentual |
| ------- | --------- | ---------- |
| PB      | 93        | 90,29%     |
| RN      | 04        | 3,88%      |
| BA      | 01        | 0,97%      |
| CE      | 01        | 0,97%      |
| RJ      | 01        | 0,97%      |
| PE      | 01        | 0,97%      |
| RS      | 01        | 0,97%      |
| SP      | 01        | 0,97%      |
| Total   | 103       | 99,99%     |
| Fontes: |           |            |